# محمد امسیف
محمد امسیف (عربی: محمد أمسيف؛ زاده ۷ فوریهٔ ۱۹۸۹) یک بازیکن فوتبال اهل آلمان است.
وی همچنین در تیم ملی فوتبال مراکش بازی کرده است.